# Anonaina
Anonaina es un bioactivo aislado de especies de plantas de Magnoliaceae y Annonaceae.

## Investigación

### Medicina tradicional
La anonaína se encuentra en muchas especies de Annonacae, que se han utilizado como medicinas tradicionales durante muchos años. Por ejemplo, los extractos de Annona squamosa se han utilizado como tratamientos para la epilepsia, la disentería, los problemas cardíacos, la infección por lombrices, el estreñimiento, la infección bacteriana, la fiebre y las úlceras. Sin embargo, parece que la anonaina no es activa en el tratamiento de muchas de estas dolencias. Los estudios sobre la bioactividad de la anonaina han revelado varias actividades farmacológicas interesantes, como los efectos antitumorales, vasorrelajantes, antioxidantes, antiparasitarios y antimicrobianos, así como los efectos sobre el sistema nervioso central.

### Propiedades antitumorales
Se sabe que la anonaína inhibe el crecimiento de las células del cáncer de cuello uterino humano y del carcinoma de pulmón humano H1299 in vitro. Se cree que el mecanismo por el cual la anonaína induce la apoptosis en estas células se produce por varios mecanismos: generación de óxido nítrico y especies reactivas de oxígeno, reducción de la concentración intracelular de glutatión, activación de caspasas y proteínas relacionadas con la apoptosis, y daños en el ADN. 